# Diplolepis boerhaviifolia
Diplolepis boerhaviifolia är en oleanderväxtart som först beskrevs av William Jackson Hooker och Arn., och fick sitt nu gällande namn av Liede och Rapini. Diplolepis boerhaviifolia ingår i släktet Diplolepis och familjen oleanderväxter. Inga underarter finns listade i Catalogue of Life.